# Camponotus lespesi
Camponotus lespesi é uma espécie de inseto do gênero Camponotus, pertencente à família Formicidae.